# Steyskalia perfulva
Steyskalia perfulva är en tvåvingeart som först beskrevs av Steyskal 1952.  Steyskalia perfulva ingår i släktet Steyskalia och familjen skridflugor. Inga underarter finns listade i Catalogue of Life.